# Нелінійна оптика
Неліні́йна о́птика — це розділ оптики, який включає коло явищ, що виникають при взаємодії інтенсивного електромагнітного випромінювання оптичного діапазону спектру з середовищем.
При взаємодії інтенсивного оптичного випромінювання з середовищем втрачається лінійна залежність поляризації середовища з напруженістю електричного поля електромагнітної хвилі, що приводить до появи нелінійних оптичних ефектів.
До явищ нелінійної оптики відносяться — генерація оптичних гармонік (подвоєння, потроєння і т. д. частоти оптичного випромінювання), оптичне детектування, параметрична генерація світла, вимушене комбінаційне розсіяння світла, розсіяння Мандельштама-Бріллюена, багатофотонні процеси, самофокусування, самодифракція та ін.
Нелінійна оптика, як наукова галузь сформувалась після виникнення лазерів — джерел інтенсивного, когерентного, монохроматичного оптичного випромінювання.
Вперше експерименти з виявлення нелінійно оптичних явищ, а саме генерації другої гамоніки були успішно проведені П. Франкеном  з використанням кристалів кварцу і, як джерела випромінювання — рубінового лазера з довжиною хвилі випромінювання 694,2 нм. При цьому спостерігалось перетворення частоти оптичного випромінювання в ультрафіолетову область спектру (347,1 нм).
Частотні перестановки в виразах для нелінійної поляризації середовища передбачають також і наявність електричного поля (магнітного поля, механічного напруження та ін.) з нульовою частотою. Тому до явищ нелінійної оптики відносяться також ефекти, які виникають в статичних або квазістатичних полях і в не інтенсивному оптичному випромінюванні. До таких ефектів належать — електрооптичний ефект (ефект Покельса і Керра), п'єзооптичний ефект (чи фотопружний ефект), акустооптична дифракція світла, магнітооптичні ефекти (ефект Фарадея, ефект Коттона-Мутона), електрогірація та ін.